# ギョクハン・デイルメンジ
ギョクハン・デイルメンジ（Gökhan Değirmenci 、1989年3月21日 - ）は、トルコ・イズミル県カルシュヤカ出身のプロサッカー選手。コジャエリスポル所属。ポジションは、ゴールキーパー。
U-18、U-19、U-21の各ユース代表チームにおいてキャップを記録している。